# Lupinus arboreus
Lupinus arboreus là một loài thực vật có hoa trong họ Đậu. Loài này được Sims miêu tả khoa học đầu tiên.

## Hình ảnh

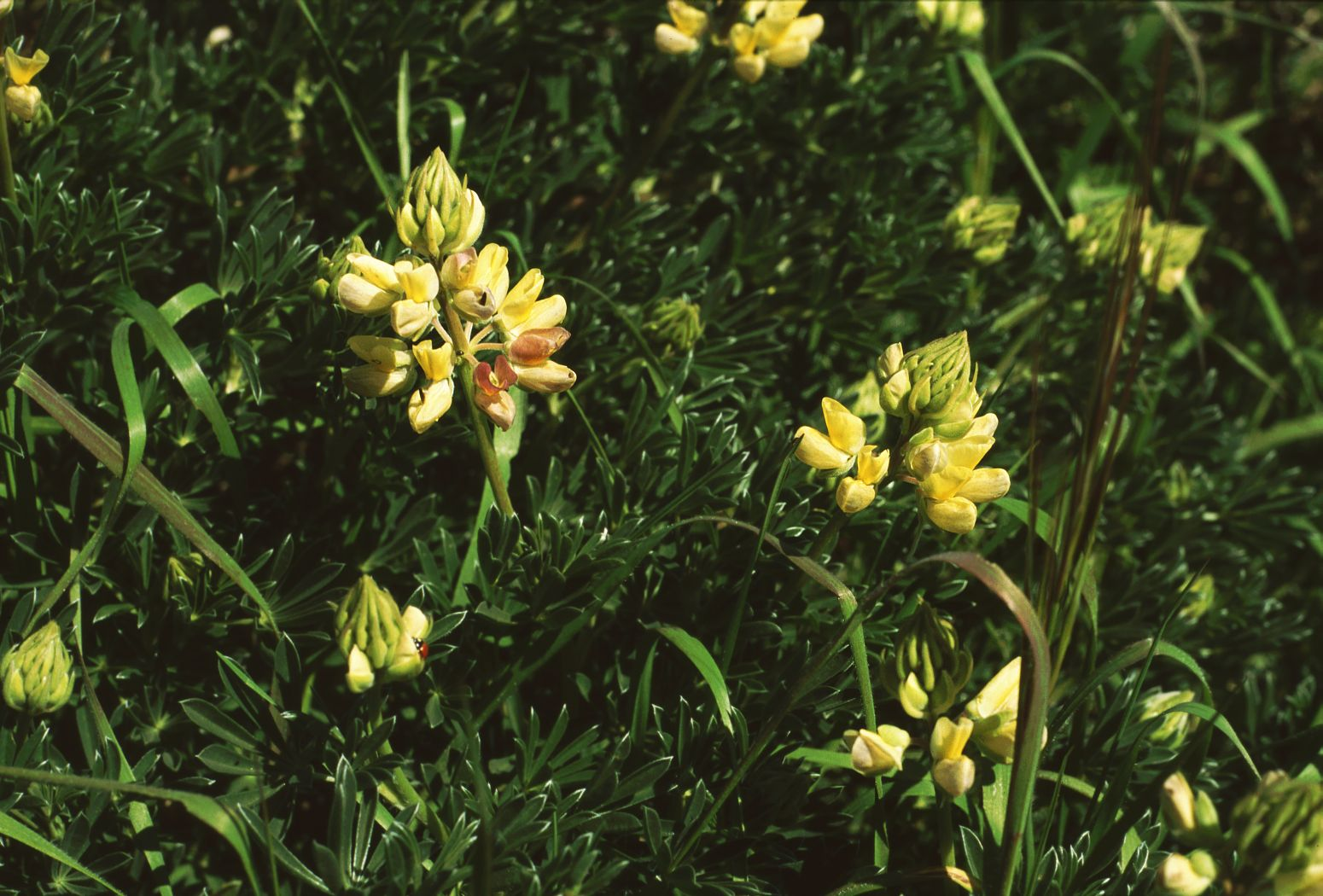
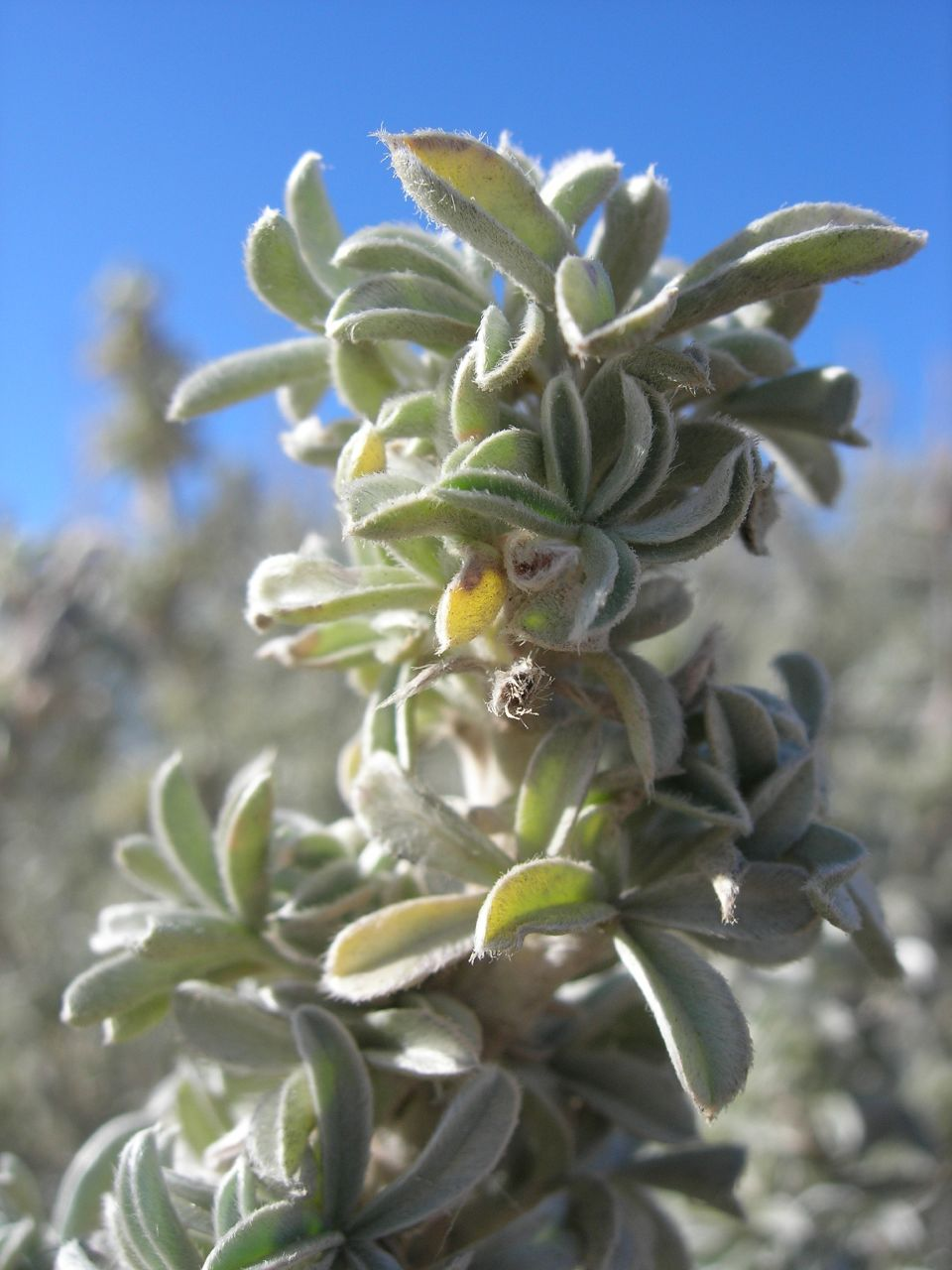
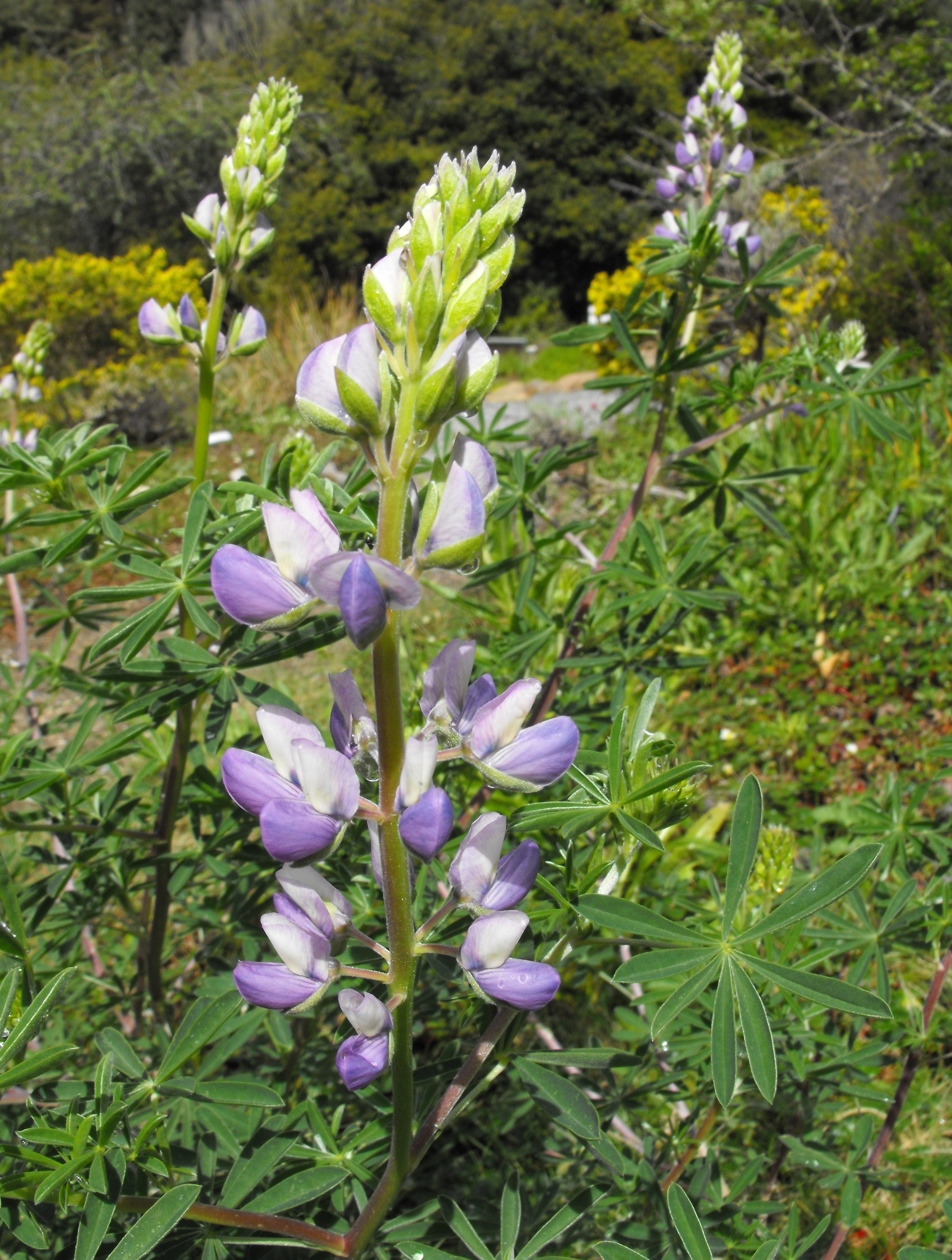
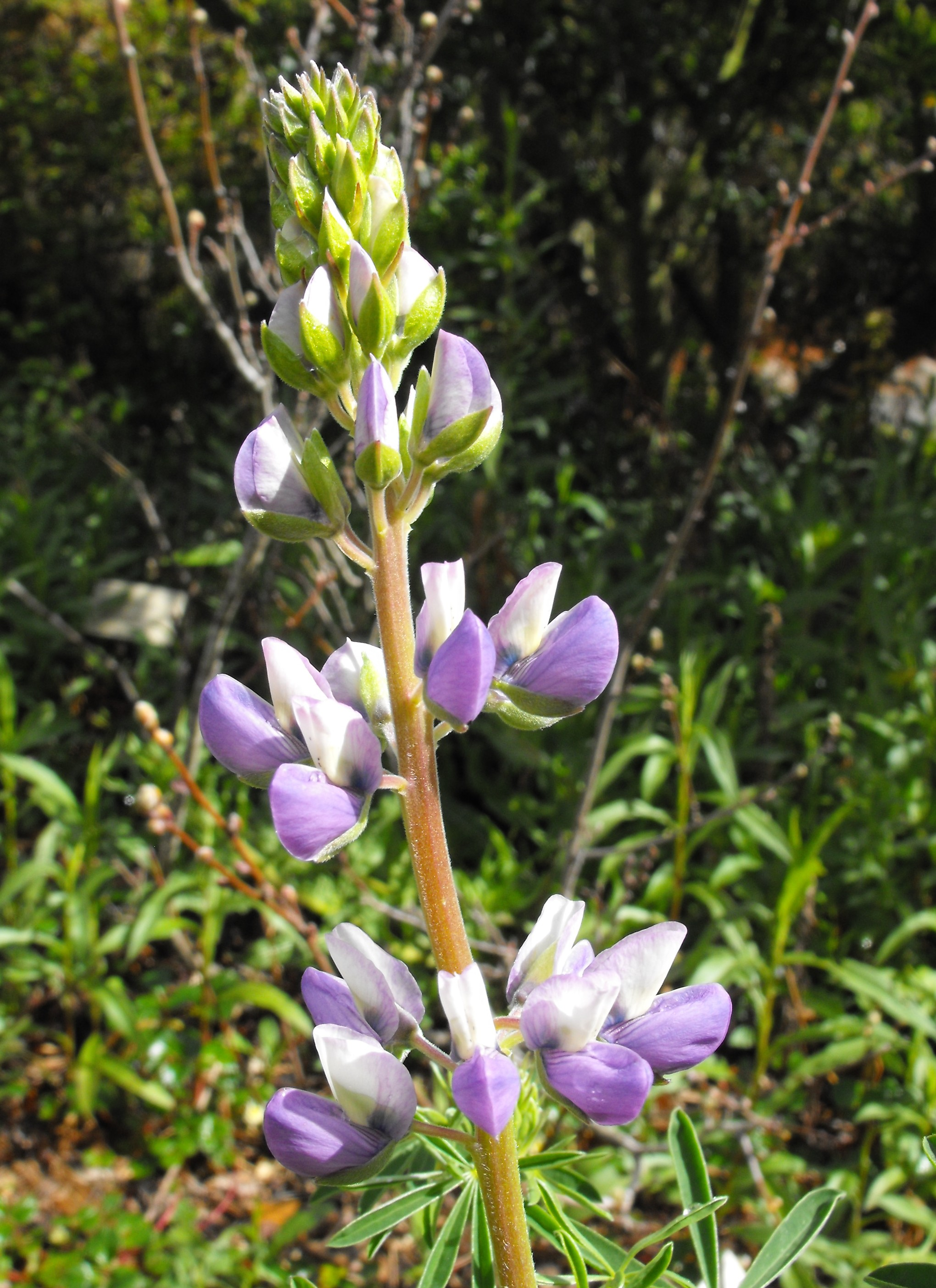